# Grande Sertão (1965)
Grande Sertão é um filme brasileiro de 1965, do gênero drama, dirigido por Geraldo Santos Pereira e Renato Santos Pereira. O roteiro é uma adaptação do romance Grande Sertão: Veredas de Guimarães Rosa.
O filme faz parte do chamado "Ciclo do Cangaço do Cinema Brasileiro".

## Sinopse
Conta a história do jagunço Riobaldo e de sua amizade com seu companheiro Diadorim. Juntos, eles empreendem vingança contra o assassino do pai de Diadorim.

## Elenco
- Maurício do Valle ... Riobaldo
- Sônia Clara ... Diadorim
- Luigi Picchi
- Jofre Soares ... Zé Bebelo
- Graça Mello
- Milton Gonçalves ... Tonico
- Zózimo Bulbul
- Gilberto Marques
- David José